# Željeznice Srbije
Željeznice Srbije (Srpski: Железнице Србије/Železnice Srbije) su javno poduzeće čija je glavna djelatnost obavljanje prometa roba i putnika na željezničkim prugama u Srbiji. Ukupna dužina pruga u Srbiji je 4347 km, od čega je elektrificirano 1387 km (32 %).
Željeznička mreža u Srbiji se zasniva na širini kolosijeka od 1435 mm, a svi ostali sustavi kolosiječnih širina su napušteni počevši od 1964. godine kada je donesen plan o modernizaciji željeznice u SFRJ. Prva dionica koja je elektrificirana je bila od Beograda, preko Šida, do Zagreba, a puštena je u promet 31. svibnja 1970. godine.